# Никола Асенов
Никола Асенов е български футболист, защитник, състезател на ПФК Академик (София).